# Дос Алт (Сондрио)
Дос Алт је насеље у Италији у округу Сондрио, региону Ломбардија.
Према процени из 2011. у насељу је живело 6 становника. Насеље се налази на надморској висини од 1567 м.